# 澤連基夫卡 (涅德里蓋利夫區)
50°51′12″N 34°7′5″E / 50.85333°N 34.11806°E
澤倫基夫卡（烏克蘭語：Зеленківка）是位於烏克蘭東北部的村莊，由蘇梅州羅姆內區的維利沙納市鎮負責管轄。該村處於蘇拉河畔，分別距離科米尚卡、索羅科利托韋1公里和菲洛諾韋2公里，海拔高度151米，2001年人口371。